# Harald Bohr

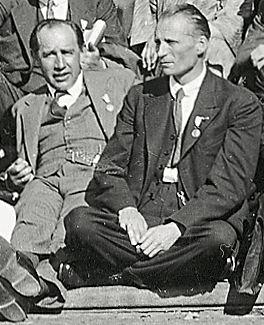
Harald Bohr und Bertus Brouwer (1932)

Harald August Bohr (* 22. April 1887 in Kopenhagen; † 22. Januar 1951 in Gentofte) war ein dänischer Mathematiker und Fußballspieler.

## Leben und Werk
Harald Bohr war der Sohn des dänischen Physiologen Christian Bohr, sein älterer Bruder war der Physiker Niels Bohr. Bohrs Forschungsgebiete lagen im Bereich der Funktionentheorie und der analytischen Zahlentheorie.
Er studierte ab 1904 an der Universität Kopenhagen Mathematik. Zunächst verfolgte Bohr aber auch eine Karriere als Sportler. Er galt, neben seinen Fähigkeiten als Wissenschaftler, als einer der besten Fußballer seiner Zeit: Bohr war Spieler der dänischen Nationalmannschaft und gewann bei den Olympischen Sommerspielen 1908 die Silbermedaille; zusammen mit seinem Bruder war er für den Verein Akademisk Boldklub aktiv.
1910 wurde er in Kopenhagen bei Edmund Landau mit der Arbeit Beiträge zur Theorie der Dirichlet-Reihen promoviert und war einige Monate in Göttingen bei Landau.
Ein Schwerpunkt seiner mathematischen Arbeiten waren Dirichletreihen. Insbesondere untersuchte er, teilweise zusammen mit Edmund Landau, die riemannsche ζ-Funktion, die wohl bekannteste und wichtigste Dirichletreihe. 1914 formulierten die beiden den Satz von Bohr-Landau, welcher – vereinfacht ausgedrückt – besagt, dass die überwiegende Anzahl der Nullstellen der riemannschen ζ-Funktion in einem beliebig kleinen Streifen um die kritische Gerade liegt. Darüber hinaus ist Bohr der Begründer der Theorie der fastperiodischen Funktionen in einer Reihe von Arbeiten 1924 bis 1926 in den Acta Mathematica. In der Theorie der Gammafunktion ist er einer der Namensgeber für den
Satz von Bohr-Mollerup. Auch der Satz, dass aus {\displaystyle \left|\sum _{n=0}^{\infty }a_{n}z^{n}\right|\leq 1} für {\displaystyle |z|<1} folgt, dass {\displaystyle \sum _{n=0}^{\infty }\left|a_{n}z^{n}\right|\leq 1} für {\displaystyle |z|\leq {\tfrac {1}{3}}}, wird heute Satz von Bohr (über Potenzreihen) genannt. Bohr hatte ihn 1914 eigentlich nur für die Konstante {\displaystyle {\tfrac {1}{6}}} gezeigt. Dass der Satz für {\displaystyle {\tfrac {1}{3}}} gilt und dass {\displaystyle {\tfrac {1}{3}}} bestmöglich ist, wurde später von Marcel Riesz, Issai Schur und Friedrich Wilhelm Wiener jeweils unabhängig bewiesen.
1915 wurde Bohr Professor an der Polytechnischen Lehranstalt in Kopenhagen, 1930 wurde er an die Universität Kopenhagen berufen. Von 1926 bis 1951, unterbrochen nur von 1930 bis 1936, war er Präsident der Dänischen Mathematischen Gesellschaft (DMF). 1925 wurde er zum korrespondierenden Mitglied der Göttinger Akademie der Wissenschaften gewählt. Seit 1926 war er korrespondierendes Mitglied der Bayerischen Akademie der Wissenschaften. 1930 wurde er Ehrenmitglied der London Mathematical Society. 1945 wurde er in die American Philosophical Society aufgenommen.
1932 hielt er mit „Fastperiodische Funktionen einer komplexen Veränderlichen“ einen Plenarvortrag auf dem Internationalen Mathematikerkongress in Zürich, und 1950 war er Invited Speaker auf dem ICM in Cambridge (Massachusetts), das Thema der Rede lautete „A survey of the different proofs of the main theorems in the theory of almost periodic functions“.
1934 sorgte ein offener Brief von Ludwig Bieberbach an Bohr im Jahresbericht der Deutschen Mathematiker-Vereinigung (DMV) für einen Skandal, der Bieberbachs Rücktritt von seinen Ämtern in der DMV zur Folge hatte. Bieberbach hatte diesen Brief, in dem er auf eine Kritik von Bohr, der jüdische Vorfahren hatte, an seiner Mathematiker-Typisierung einging, ohne Abstimmung im Jahresbericht veröffentlicht.

## Schriften
- Fastperiodische Functionen. Berlin: Julius Springer, 1932 (englische Übersetzung New York: Chelsea, 1947)
- Zur Theorie der fastperiodischen Funktionen, 3 Teile, Acta Mathematica, Band 45, 1925, S. 29–127, Band 46, 1925, S. 101–214, Band 47, 1926, S. 237–281.
- mit Johannes Mollerup: Laerebog i matematisk analyse. 4 Bände, Kopenhagen, 1915 bis 1918 (letzte Auflage 1945 bis 1949)
- Erling Følner, Børge Jessen (Hrsg.): Collected Mathematical Works of Harald Bohr, 3 Bände, Kopenhagen: Dansk Matematisk Forening, 1950–1952.
- Fastperiodische Funktionen,  Jahresbericht DMV, Band 34, 1926, S. 25–40.
- Die Riemannsche Zetafunktion,  Jahresbericht DMV Band 24, 1915, S. 1–16.
- Über die gleichmäßige Konvergenz Dirichletscher Reihen, Journal für die reine und angewandte Mathematik, Band 143, 1913, S. 203–211.
- mit H. Cramér: Die neuere Entwicklung der analytischen Zahlentheorie. Enzyklopädie der mathematischen Wissenschaften mit Einschluss ihrer Anwendungen, Leipzig, 1923–1927, S. 722–849.